# 월드 오브 워쉽
《월드 오브 워쉽》(영어: World of Warships)은 20세기의 역사적인 군함들 간의 해전을 주제로 하고 있는 워게이밍의 MMO 액션 비디오 게임이다. 미합중국, 독일, 일본, 소련과 같은 제2차 세계대전이나 냉전 시대의 주요 국가들의 함선이 있으며, 업데이트를 통해 지속적으로 새로운 함선 및 국가가 추가되고 있다. 또한 2017년에는 대한민국의 구축함인 충무함이 9티어 구축함으로 추가된 바도 있다.
월드 오브 워쉽은 현재 북미, 유럽, 러시아, 아시아에 서버를 두고 있다. 한국 서버가 따로 있었으나 운영이 중단되었고 이후 아시아 서버에 통합되었다.

## 함선의 종류
월드 오브 워쉽에는 월드 오브 탱크와 같이 함선의 종류가 있다. 이 중 구축함, 순양함, 전함, 항공모함, 잠수함은 서로 간에 상성 관계가 적용된다.
- 구축함

배 중에서 가장 빠르고 민첩하다. 맷집이 매우 약하고 포격은 약하지만 장전속도가 빠르며 다량의 어뢰를 가지고 있다. 순양함, 항공모함에 약하며 전함,잠수함에게 강하다. 어뢰를 잘 사용하면 적함을 한 번에 격침할 수 있다. 그리고 곧 나올 잠수함에게 대응할 수 있는 폭뢰를 가지고 있다.
- 순양함

중간급의 크기와 기동성을 가지고 있다. 포격은 전함을 제외한 다른 배들에게 타격을 줄 수 있을 정도로 강하며 장전속도도 빠르고 어뢰나 폭뢰를 가지고 있는 경우도 있다. 전함에 약하며 구축함과 항공모함에 강하다.
- 전함

항공모함과 함께 가장 큰 크기를 가지고 있으나 기동성이 매우 떨어진다. 맷집과 포격이 매우 강하며 거의 모든 배들에게 큰 타격을 줄 수 있으나 장전속도가 매우 느리고 대부분 어뢰,폭뢰를 가지고 있지 않다. 구축함과 항공모함,잠수함에 약하며 순양함에 강하다. 구축함과 가까이 있을 경우에는 어뢰를 맞을 확률이 높지만, 그만큼 전함의 함포 명중률도 증가하기 때문에 적 구축함이 어뢰를 장전 중이라면 가까이 붙는 것도 괜찮은 생각이다.
- 항공모함

전함과 함께 가장 큰 크기를 가지고 있으나 기동성이 떨어지고 체력은 전함 다음으로 많은편이지만, 장갑이 없다십히 할정도로 약하다. 자체적인 공격능력은 거의 없으며 함재기를 날려서 공격할 수 있다. 함재기의 종류는 전투기, 뇌격기, 폭격기로 총 세 개이다. 함재기 종류의 비율은 항공모함마다 조금씩 다르다. 방공 순양함,잠수함에 약하며 구축함, 전함에 강하다.
- 잠수함

아직 정식 출시되진 않았으나 곧 출시될 예정이다.주무기로 유도 기능이 있는 어뢰를 사용하고, 맷집이 게임 내 함선 중에서 가장 약하다. 수면 위로 올라왔을 땐 타격을 줄 수 있으나, 잠수 기능이 있다. 이에 대항하기 위한 대잠 기능으로는 폭뢰가 있다. 상성은 전함,항공모함에 강하며, 구축함, 경순양함에게 약하다.

## 등장 국가
월드 오브 워쉽에는 다음과 같은 국가의 함선들이 등장한다.
- 미국
- 일본
- 소련
- 독일
- 영국
- 프랑스
- 이탈리아
- 범아시아 (일본을 제외한 아시아 전반)
- 영연방(아직은 프리미엄 순양함 perth밖에 없다.)

## 평가
| 평가 |           |
| --- | --------- |
| 통합 점수 통합사 점수 게임랭킹스 80.93/100 [ 3 ] 메타크리틱 81/100 [ 4 ] 평론 점수 평론사 점수 EGM 6.5/10 [ 5 ] 게임스팟 8/10 [ 6 ] IGN 8.3/10 [ 7 ] PC 게이머 (US) 80/100 [ 8 ] GameStar 79/100 [ 9 ] The Escapist 4/5 [ 10 ] Hardcore Gamer 4/5 [ 11 ] Eurogamer Italy 9/10 [ 12 ] |           |
| 통합 점수 |           |
| 통합사 | 점수      |
| 게임랭킹스 | 80.93/100 |
| 메타크리틱 | 81/100    |
| 평론 점수 |           |
| 평론사 | 점수      |
| EGM | 6.5/10    |
| 게임스팟 | 8/10      |
| IGN | 8.3/10    |
| PC 게이머 (US) | 80/100    |
| GameStar | 79/100    |
| The Escapist | 4/5       |
| Hardcore Gamer | 4/5       |
| Eurogamer Italy | 9/10      |

## 만우절 이벤트
만우절마다 여러 이벤트를 열고 있다. 2018년 만우절에는 일시적으로 우주 공간에서의 전투가 가능하도록 업데이트되었고 우주 전용 함선이 공짜로 제공되었다.

## 같이 보기
- 월드 오브 탱크
- 워게이밍
- 월드 오브 탱크 블리츠
- 월드 오브 워플레인